# Aganha
Aganha (em chamorro e, atualmente, em inglês: Hagåtña, pronunciado: [həˈɡɑtɲə]; antigamente em inglês: Agana, pronunciado: [əˈɡɑːnjə]; em espanhol: Agaña) é a capital da dependência norte-americana de Guame, localizada na Micronésia.

## Etimologia
"Hagåt" (também romanizada como haga', com uma parada glotal ao invés da sílaba final "t") significa "sangue" em chamorro, língua falada nas Ilhas Marianas, das quais Guame faz parte.

## Geografia
Aganha está localizada na boca do rio Aganha, na costa oeste de Guame. De acordo com o Departamento do Censo dos Estados Unidos, a cidade tem uma área total de 2,6 km². A vila está delimitada pelas arenosas praias da baía de Aganha ao norte, o rio Aganha e seus pântanos associados a leste, e um penhasco (que se localiza acima da vila de Agana Heights) ao sul.

## História

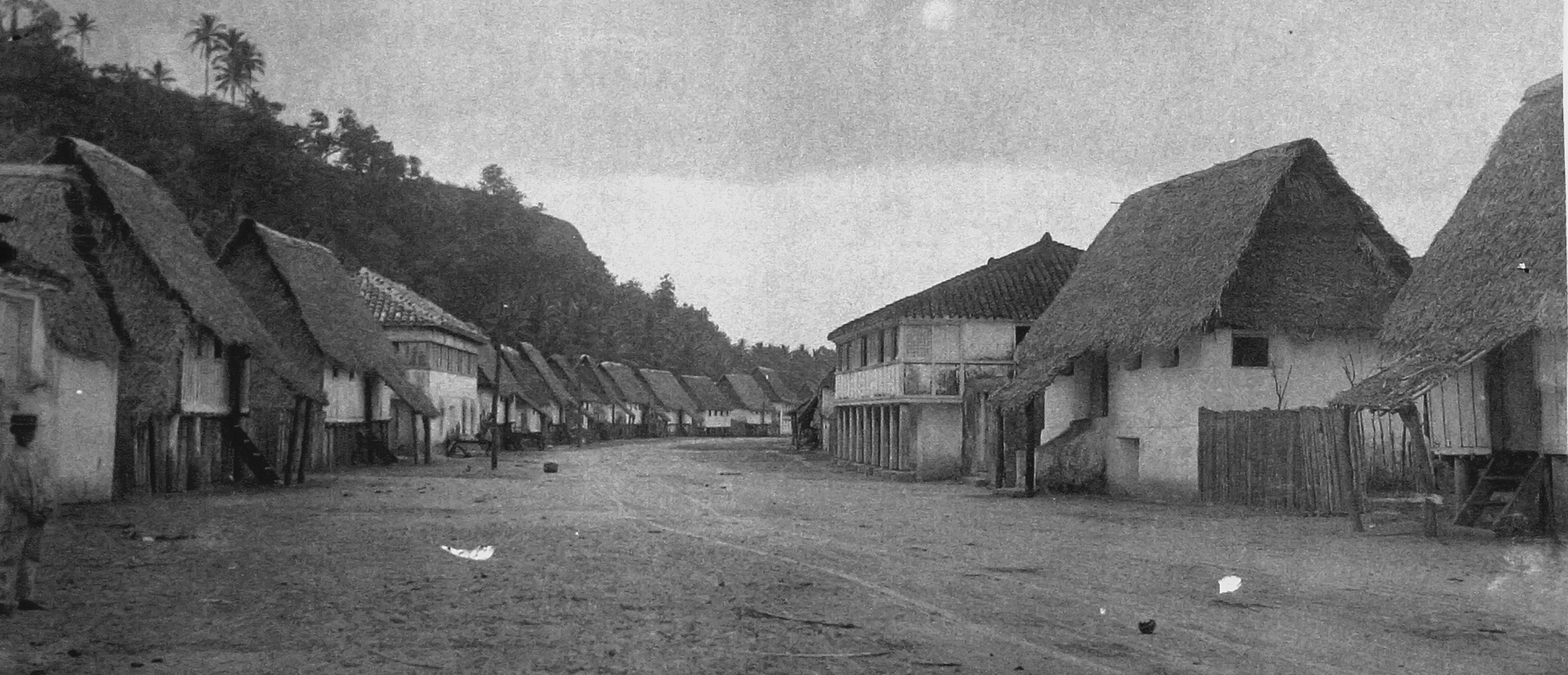
Principal rua de Aganha em 1899-1900

Aganha foi uma vila proeminente antes da colonização de Guame pelos espanhóis. Em 1668, o primeiro missionário espanhol, o Padre San Vitores, chegou na ilha. A família do Chefe Kepuha doou terras em Aganha, permitindo a construção da primeira igreja de Guame (Catedral-Basílica Doce Nome de Maria) por San Vitores.
Por norma dos espanhóis, a maioria da população indígena de Guame e de outras ilhas do arquipélago das Marianas foi forçada a realocar-se para a cidade. O resto das construções da administração espanhola podem ser vistas na Plaza de España localizadas ao lado da catedral da Arquidiocese de Aganha. Os restos do Palácio do Governador Espanhol estão ali, estando mais próximos do Departamento de Educação do que a Catedral.
Após a ilha de Guame ser cedida aos Estados Unidos pela Espanha na Guerra Hispano-Americana de 1898, Aganha continuou a ser a sede do governo, sob administração da Marinha dos Estados Unidos. Até 1940, a população da cidade cresceu até 10.000, contendo quase a metade dos habitantes da ilha. Vilas foram fundadas perto de Aganha, destinadas para imigrantes das ilhas Carolinas.
Guame foi capturada por forças japonesas em 8 de dezembro de 1941. Durante a liberação dos japoneses de Guame em 1944 durante a Segunda Guerra Mundial, a cidade foi profundamente danificada por bombardeios navais dos Estados Unidos. Muitos antigos moradores se mudaram para outras partes de Guame após a guerra. Como parte do plano de reconstrução de Guame, a marinha estadunidense construiu novas estradas retas pela cidade, que passavam por terrenos existentes e criou vários lotes de terra com múltiplos donos. Isso prejudicou o desenvolvimento da cidade até os dias presentes. Em dezembro de 1944, Guame foi cena da revolta racial de Aganha, entre prestadores de serviço brancos e negro que se situavam na ilha.
Atualmente, apesar de uma população de apenas 1.100 habitantes (menos de 1% de toda a população de Guame), a cidade continua sendo a sede do governo territorial. Seus sítios históricos são grandes atrações para seus visitantes. Aganha é servida pelo Aeroporto Internacional Antonio B. Won Pat em Tamuning e, também, Barrigada.

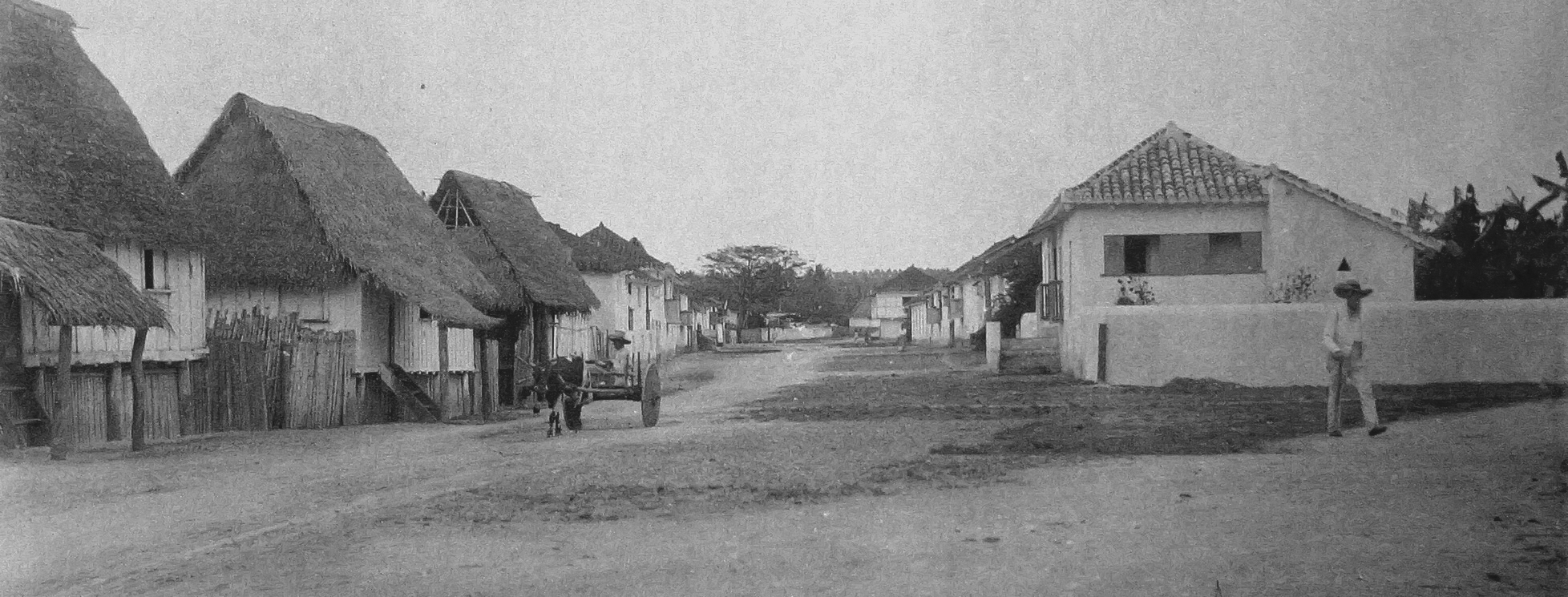
Estrada de Aganha em 1899-1900

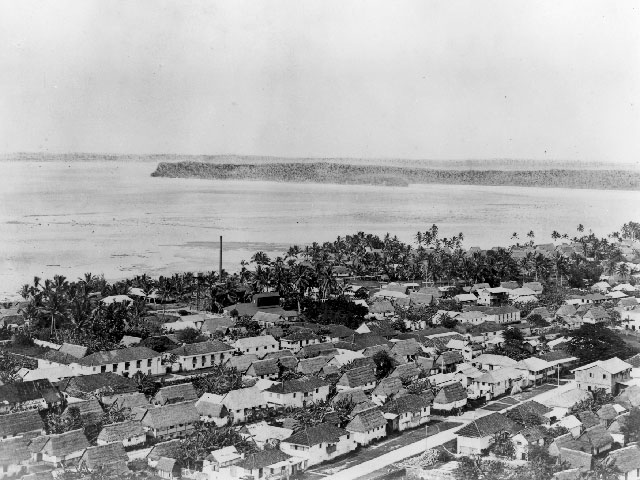
Aganha antes da Segunda Guerra Mundial